# 尹從淑
尹從淑（1557年—？年），字道傳，號又方，四川敘州府宜賓縣人，明朝政治人物。同進士出身。

## 生平
由附學生中式萬曆七年（1579年）己卯科四川鄉試六十四名舉人，萬曆十四年（1586年）丙戌科会试第一百八十八名，第三甲第七十九名進士。吏部观政，本年六月授雲南保山縣知縣。十九年九月補宜春縣，二十一年調諸暨縣，二十四年升工部主事，历官工部屯田司郎中，三十年养病。三十四年升姚安府知府，三十六年調大理府知府。萬曆三十八年（1610年）正月被給事中曹於汴、御史孔貞一等拾遺參奏，降一級調用。

## 家族
曾祖尹旹，指揮僉事、封明威將軍；祖尹武，指揮僉事封明威將軍；父尹守祿，敕封文林郎；母李氏（敕贈孺人）。嚴侍下，妻丁氏，兄尹從教（庚辰進士授文林郎）；從壽（指揮僉事加贈指揮同知）；從今；從達（俱武舉），弟從徵（庠生）。子尹浣；尹沆；尹沇。